# Cordia aristeguietae
Cordia aristeguietae är en strävbladig växtart som beskrevs av G. Agostini. Cordia aristeguietae ingår i släktet Cordia, och familjen strävbladiga växter. Inga underarter finns listade i Catalogue of Life.